# Sigismondo Alberghetti
Sigismondo Alberghetti (Venezia, XVII secolo – Venezia, 1702) è stato un artigiano italiano che si dedicò agli studi sulla balistica e ricoprì il ruolo di fonditore di artiglieria al servizio della Repubblica di Venezia.

## Biografia
Sigismondo Alberghetti nacque a Venezia in una famiglia di fonditori e di costruttori di armi da fuoco. Dalla seconda metà del XVII secolo si dedicò alla professione di fonditore di artiglieria della Repubblica di Venezia, già portata avanti da molti membri della famiglia Alberghetti. Questa professione lo portò allo studio e all'approfondimento della balistica e delle scienze meccaniche.
Verso la fine del XVII secolo, venne incaricato dal Senato veneto di recarsi in Inghilterra per studiare nuovi metodi di fusione dei metalli. Tornò propugnando la costruzione di bocche da fuoco in ferro e l'adozione di proiettili oblunghi, con corpo centrale cilindrico. Queste sue proposte non furono applicate nell'Arsenale di Venezia per il costo molto elevato che avrebbe richiesto la realizzazione.
Morì nel 1702 a Venezia.

## Opere
- Essame de bombisti esposto, per comando del magistrato eccellentissimo dell'artigliaria, da Sigismondo Alberghetti, Venezia 1685.
- Il direttore delle proiettioni orizontali, Venezia, Antonio Pinelli, 1691.
- (LA) Nova artilleria veneta Sigismundi Albergeti, ictibus præpollens, usu facillima, & projectionibus theoriæ tabularum universalium ejusdem respondens, Venezia 1699.
- Istoria dell'artiglieria moderna veneziana, Venezia [1699].
- Del modo certo di vincere li Turchi in mare, scritto per beneficio della Christianità, Venezia 1699.